# Liste de chats célèbres

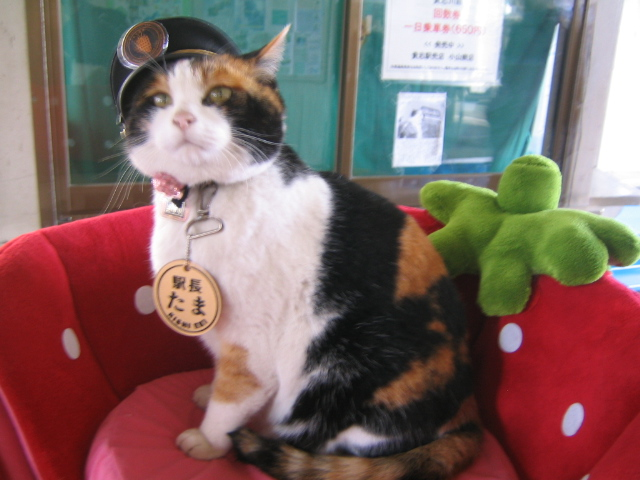
Tama, chatte avec le statut de chef de gare de la station de Kishihi, au Japon.

Cette liste de chats célèbres répertorie les chats qui ont connu une certaine notoriété (liste non exhaustive).

## Chats du10, Downing Street
- Peta, le chasseur de souris de la maison du Premier ministre britannique jusqu'en 1973.
- Wilberforce, le successeur de Peta, de 1973 à 1983.
- Humphrey, le successeur de Wilberforce, mis à la retraite en 1997.
- Sybil, la remplaçante de Humphrey pendant six mois.
- Larry, le chasseur de souris depuis 2011.

## Chats d'écrivains
Différents écrivains évoquent leur animal de compagnie dans leurs livres ou à travers leur correspondance privée, en le désignant par son nom et souvent en dessinant son portrait. Sans prétendre à l’exhaustivité, les deux listes ci-dessous s’efforcent de répertorier ces auteurs, en indiquant autant que possible le nom de leurs chats (entre parenthèses et avec des guillemets), qui sont de « vrais » animaux ayant réellement existé, à distinguer des chats de fiction. On relèvera, parmi ces écrivains, une certaine quantité de membres de l’Académie française et de lauréats du prix Nobel de littérature.

### Chats d'écrivains français
- Joachim du Bellay (« Belaud »[A 1]),
- Montaigne (« Madame Vanity »[A 2]),
- Mlle de Gournay (« Ma Mie Piaillon »)[A 3],

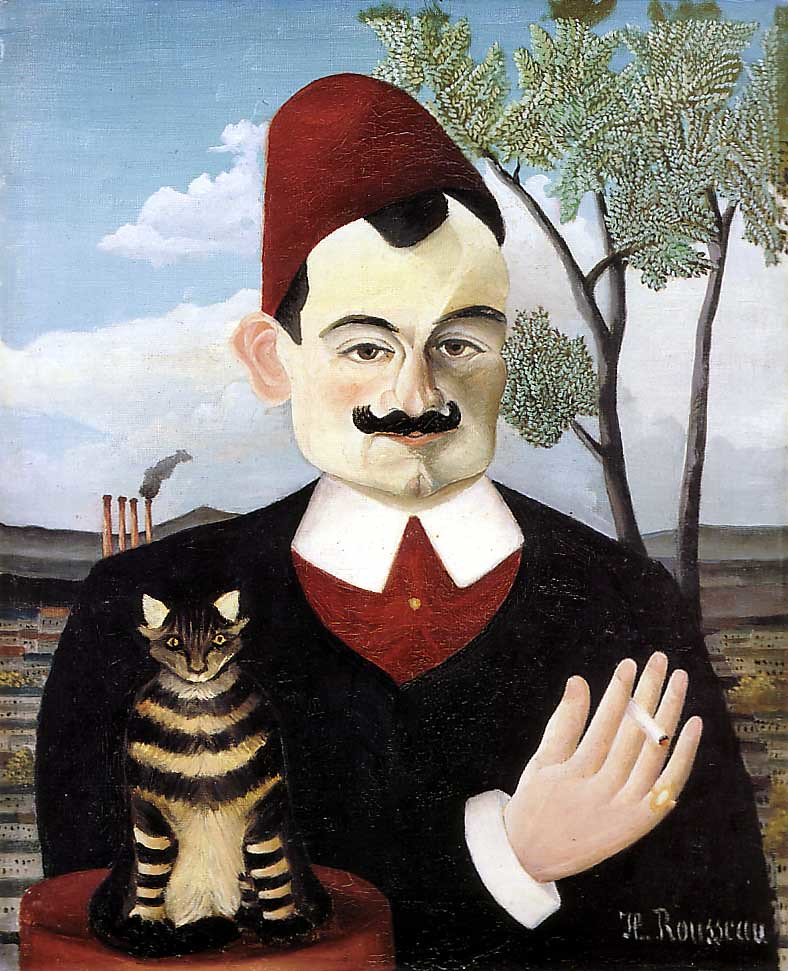
Pierre Loti et son chat. Tableau d'Henri Rousseau (1891).

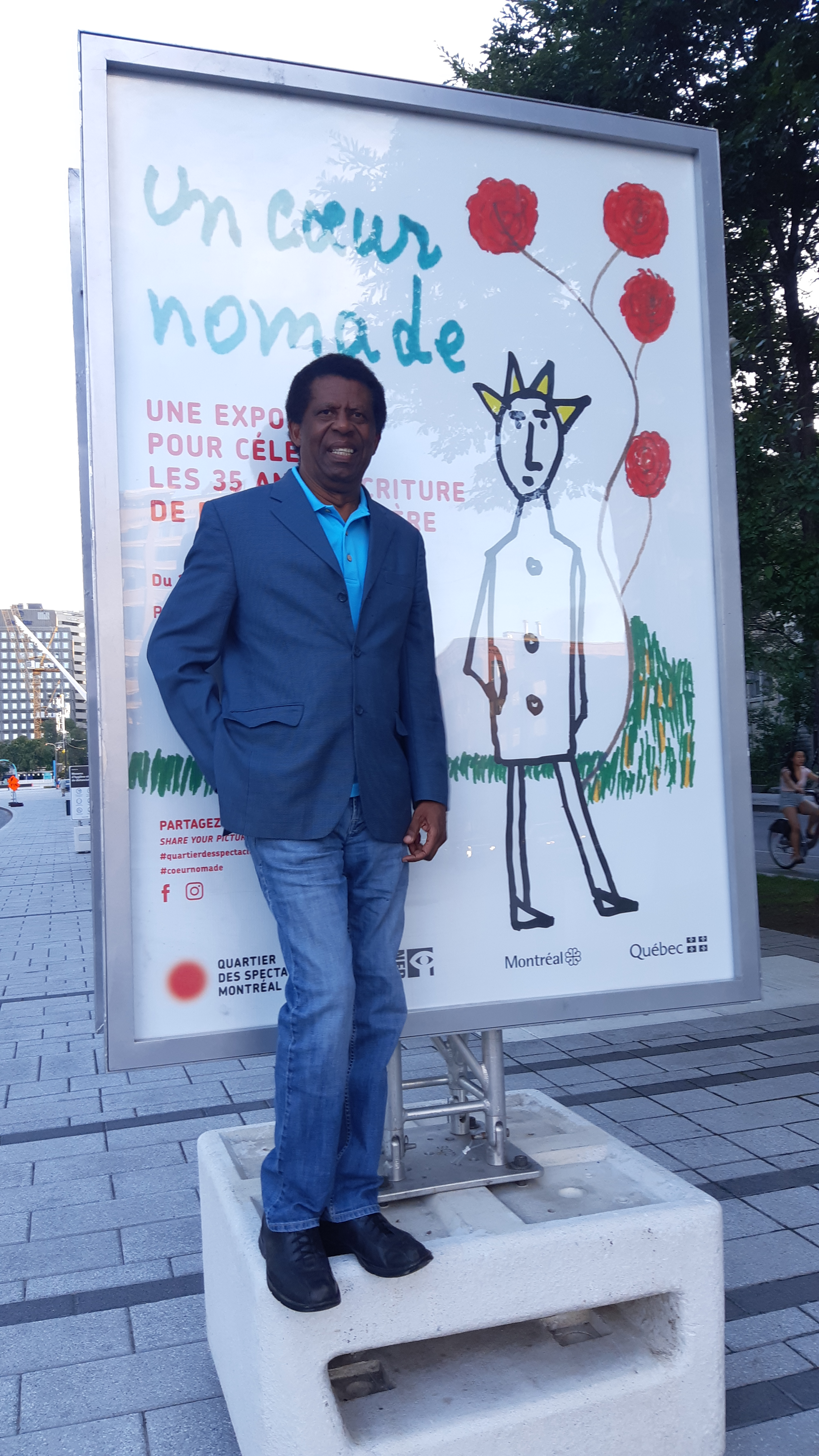
L'écrivain Dany Laferrière, auteur du Chat, le personnage de son premier roman dessiné Autoportrait de Paris avec Chat.

- Vincent Voiture (« Rominagrobis »)[A 4],
- Chateaubriand (« Micetto »[A 5]),
- Théophile Gautier (« Gavroche », « Éponine », « Séraphita »),
- Baudelaire, (" Tibère ")
- Banville,
- Hugo (« Chanoine »[1], « Mouche »),
- Alexandre Dumas (« Le Docteur », « Mysouff I », « Mysouff II »),
- George Sand (« Minou »),
- Sainte-Beuve,
- Prosper Mérimée,
- Jules Barbey d’Aurevilly,
- Hippolyte Taine,
- Anatole France (« Hamilcar », « Pascal »),
- Zola,
- Jules Verne,
- Pierre Loti (« Moumoutte Blanche », « Moumoutte Chinoise », « M. Souris dit La Suprématie », « Ratonne », « Belaud »)[A 6],
- Vialatte,
- Léautaud[A 7]
- Dany Laferrière (« Autoportrait de Paris avec Chat »)
- Morand,
- Marcel Aymé,
- Louis-Ferdinand Céline (« Bébert »),
- Colette avec la chatte Saha, modèle dans La chatte[2] (et « Kiki la Doucette », « Toune », « Minionne »),
- Cocteau (« Karoun »). Il fait aménager des chatières dans les portes en lambris doré du château de Vilmorin, classé historique, pour ses chats[3].
- Montherlant[A 8],
- Maliki (« Fëanor », « Fleya »),
- Malraux,
- Julien Green (« Poucet »),
- Georges Perec,
- Remo Forlani,
- Hector Bianciotti,
- Angelo Rinaldi,
- Frédéric Vitoux,
- Daniel Arsand (« Que Tal[4] ») ;
- Daniel Zimmermann et Claude Pujade-Renaud (« Georges », « Mathilde », « Julien ») ;
- C. Marozi, pseudonyme collectif avec Daniel Zimmermann (« Raymond le chat »)

### Chats d'écrivains étrangers

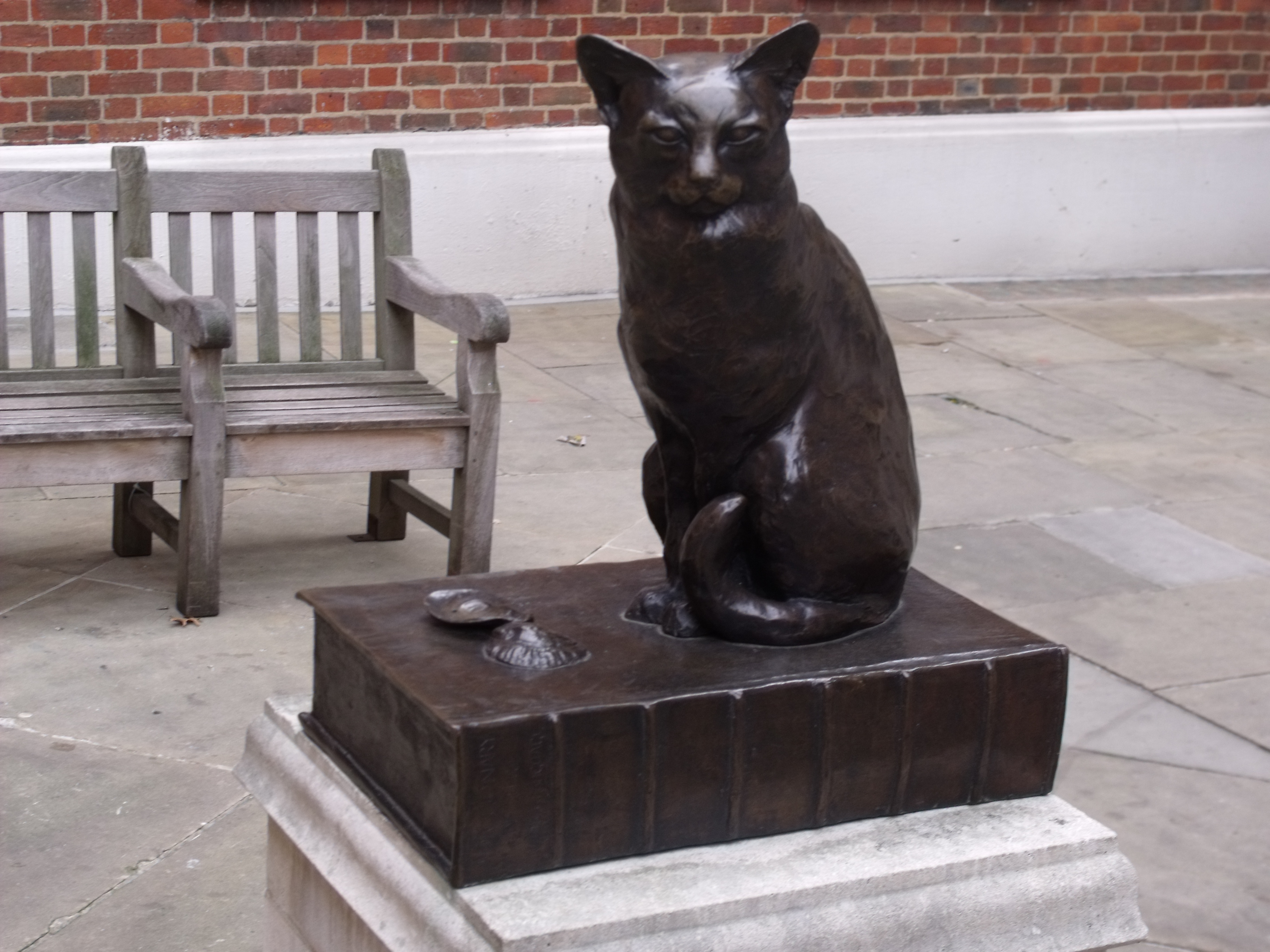
La statue du chat Hodge à Londres.

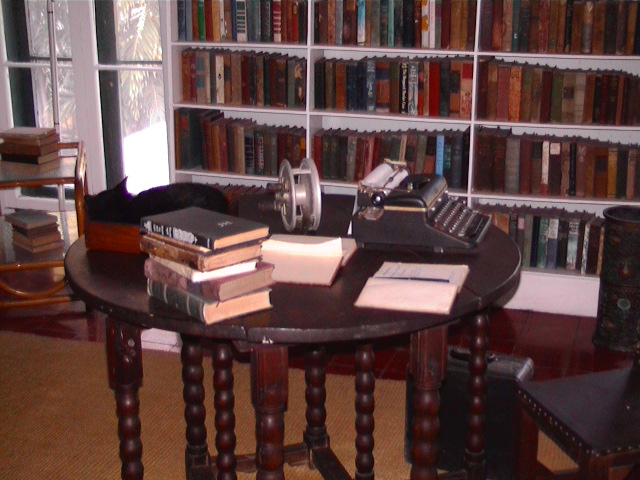
Le bureau d'Ernest Hemingway à Key West.

Chats dans les autres pays que la France :
- Pétrarque,
- Samuel Johnson (« Lilly », « Hodge (en) »[5]),
- Christopher Smart (« Jeoffry »[6]),
- Horace Walpole (« Zara », « Selima », « Patapan »),
- Pouchkine,
- Hoffmann (« Murr »),
- Byron (« Beppo »),
- Charlotte, Emily Brontë et Anne Brontë (« Tiger »),
- Walter Scott (« Hinse »),
- Thackeray (« Louisa »),
- Edgar Poe (« Catarina »),
- Edward Lear (« Foss », chat tigré adopté en 1873, qu'il a caricaturé en parallèle avec sa propre caricature[7]),
- Dickens (« Williamina »),
- Mark Twain (« Zoroaster »),
- Harriet Beecher Stowe (« Tom Junior »),
- Oscar Wilde,
- Rudyard Kipling,
- Thomas Hardy (« Cobby »),
- P. G. Wodehouse,
- Lovecraft (« Nigger Man »),
- Francis Scott Fitzgerald (« Chopin »),
- Ernest Hemingway (« Dillinger », « Furhouse », « Crazy Christian »),
- H. G. Wells (« Mr Peter Wells »),
- T. S. Eliot (« Jellylorum »),
- Margaret Mead,
- Raymond Chandler (« Taki »),
- Tennessee Williams (« Topaze »),
- Christia Sylf,
- Patricia Highsmith (chats siamois),
- Pablo Neruda,
- Jorge Luis Borges (« Beppo »),
- Julio Cortázar (« Adorno »),
- Dorothy L. Sayers (« Timothy »),
- Ella Maillart (« Ti-Puss »),
- Doris Lessing,
- Natsume Soseki (chat laissé délibérément sans nom par Soseki, héros de son roman Je suis un chat)
- V. S. Naipaul (« Augustus[8] »).

## Autres chats célèbres

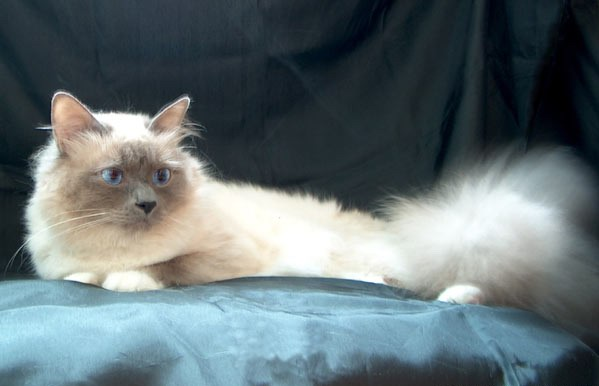
Un chat dit « sacré de Birmanie », similaire à Choupette.

- Acoustic  Kitty, chat-espion de la CIA.
- Le chat noir du chanoine Dom Perlet, au XVe siècle, à l'origine du nom de la rue du Chat-qui-Pêche, à Paris.
- Les chats de Lénine qui n'avaient pas de nom, comme Lénine les pensait ne pas avoir de « propriétaire ».
- Bob le chat roux qui permit à James Bowen d'écrire ses mémoires, best-sellers internationaux : A Street Cat Named Bob, The World According to Bob et A Gift from Bob.
- Brigadier Broccoli, chatte tabby de l'Armée suisse promue au rang de brigadier[9],[10].
- Boris, chat du ministre de l'intérieur Gérald Darmanin[11],[12].
- Brillant, le chat (angora blanc) de Louis XV[13], qui avait le droit d'assister au Conseil et que le mémorialiste Saint-Simon décrivait comme un « collègue » du roi[14].
- Casper, chat britannique connu pour prendre régulièrement le bus tout seul[15].
- Choupette, le chat (« sacré de Birmanie ») du créateur de mode Karl Lagerfeld[16], qui possède un compte Twitter et qui a inspiré à son maître une ligne de vernis à ongles bleu.
- Cinnamon, un chat abyssin de couleur safran dont on a séquencé le génome et identifié 20285 gènes en 2007. Cette chatte, qui appartient au professeur Kristina Narfstrom, vit actuellement dans une colonie de chats à l’université américaine de Missouri-Columbia[17].
- Creme Puff, chatte ayant eu la vie la plus longue, seulement surpassée par Wadsworth, né en 1986.
- Diva, une chatte « maine coon » appartenant à Reem Kherici[18].
- Dewey Readmore Books (en), chat de bibliothèque dans l'Iowa renommé internationalement.
- Duchesse, chatte du ministre des Outre-mer Sébastien Lecornu, chatte souricière du ministère[11],[19].
- F. D. C. Willard, un chat siamois ayant appartenu au physicien Jack H. Hetherington, qui le créditait en tant que co-auteur de ses travaux.
- Félicette, le premier chat envoyé dans l'espace (vol suborbital), le 18 octobre 1963, Félicette a été placée dans une capsule spéciale sur une fusée Véronique AGI, à partir de la base de Colomb Bacar à Hammaguir dans le Sahara algérien. Elle a ensuite été récupérée.
- Galena, chatte calico retrouvée sauve après un voyage de plus de 1000 km, enfermée accidentellement dans un colis envoyé par Amazon[20],[21],[22].
- Gli, chatte résidant dans la mosquée Sainte-Sophie.
- Hank the Cat, chat maine coon candidat aux élections sénatoriales américaines de 2012 pour l'État de Virginie, et qui a fini 3e.
- Hugh, le chat de Simon Tofield, qui lui inspira la web-série Simon's Cat.
- Imhotep, le chat oriental gris de l'auteur Joann Sfar, qui lui a inspiré directement le chat dans Le Chat du rabbin.

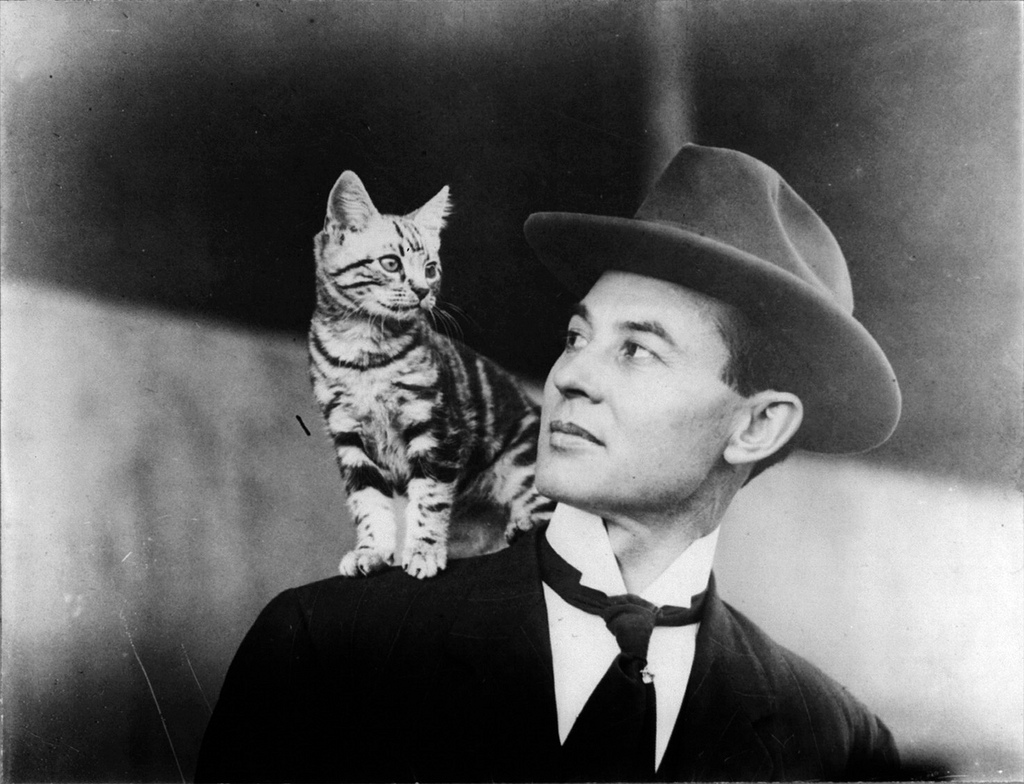
John Moisant et Mademoiselle Fifi.

- Jenny, l'unique chat recensé à bord du Titanic et qui quitta avec ses chatons le navire lors de son escale à Southampton, a alerté un des chauffeurs à bord, qui y voyait un mauvais présage[23].
- Mademoiselle Fifi, le chat de John Moisant, un aviateur américain d'origine franco-canadienne, connu en tant qu'auteur de la première traversée de la Manche avec un passager.
- Micetto, le chat du pape Léon XII (1823-1829), dont hérita Chateaubriand en 1829, ambassadeur de France auprès du Saint-Siège. Voici ce qu'en dit l'illustre écrivain dans ses Mémoires d'outre-tombe :

« Léon XII, prince d'une grande taille et d'un air à la fois serein et triste, est vêtu d'une simple soutane blanche ; il n'a aucun faste et se tient dans un cabinet pauvre, presque sans meubles. Il ne mange presque pas ; il vit, avec son chat, d'un peu de polenta. »

— Chateaubriand, Mémoire d'outre-tombe, livre 29, ch. 4.

« J'ai pour compagnon un gros chat gris−roux à bandes noires transversales, né au Vatican dans la loge de Raphaël : Léon XII l'avait élevé dans un pan de sa robe où je l'avais vu avec envie lorsque le Pontife me donnait mes audiences d'ambassadeur. Le Successeur de saint Pierre étant mort, j'héritai du chat sans maître, comme je l'ai dit en racontant mon ambassade de Rome. On l'appelait Micetto, surnommé « le chat du Pape ». Il jouit, en cette qualité, d'une extrême considération auprès des âmes pieuses. Je cherche à lui faire oublier l'exil, la chapelle Sixtine, et le soleil de cette coupole de Michel−Ange sur laquelle il se promenait loin de la terre. »

— Chateaubriand, Mémoire d'outre-tombe, livre 36, ch. 1.
- Morris the Cat (en), un personnage de chat roux tigré américain (incarné par plusieurs chats) qui a servi de mascotte et de personnage principal dans les publicités pour la nourriture pour chats de 9Lives (en) de 1968 à 1994.
- Mrs. Chippy, le chat qui accompagnait l'expédition d'Ernest Shackleton, abattue en 1915.
- Muezza (ou Mu'izza) (en arabe : معزة), la chatte favorite de Mahomet. Une anecdote répandue à propos de Muezza raconte comment, alors que résonnait l'appel à la prière, Mahomet voulut mettre l'une de ses robes, et trouva son chat endormi sur l'une des manches. Au lieu de déranger la chatte, il coupa la manche et la laissa dormir. Cependant cette histoire est introuvable dans le Hadith ou le Coran. La légende raconte que la raison pour laquelle Mahomet aimait tant les chats était que sa vie avait été sauvée par l'un d'entre eux. Un serpent avait rampé dans sa manche et refusait d'en ressortir. On appela un chat, qui demanda au serpent de montrer sa tête, afin de discuter de son départ. Lorsque finalement le serpent se montra, le chat se jeta sur lui et l'emporta.
- Olive, chat noir et blanc mascotte de Bercy durant 22 ans et adopté par Bruno Lemaire. Olive est mort fin mai 2021[11],[19].
- Orangey, un chat acteur au pelage orange, qui joua dans une dizaine de films, au cours des années 1950-1960, parmi lesquels Rhubarb, où il interprétait le rôle-titre, et surtout Diamants sur canapé (Breakfast at Tiffany’s), de Blake Edwards, d’après un roman de Truman Capote, où sa prestation au côté d’Audrey Hepburn lui valut un Patsy Award, équivalent animalier d’un Oscar.
- Oscar, le chat qui détecterait la mort imminente des patients d'une unité hospitalière de Rhode Island (cas rapporté en juillet 2007, cependant mis en doute par plusieurs experts).
- Pangur, premier chat de bibliothèque connu, du neuvième siècle.
- Professor Meowingtons, le chat de l'artiste de musique électronique Deadmau5. Certains morceaux, et une tournée complète, sont d'ailleurs inspirés de son chat.
- Ringo de Balmalon, alias « Gris gris », chat chartreux du couple Yvonne de Gaulle et Charles de Gaulle[2].
- Sam l'insubmersible, chat qui a survécu à trois naufrages au cours de la Seconde Guerre mondiale.

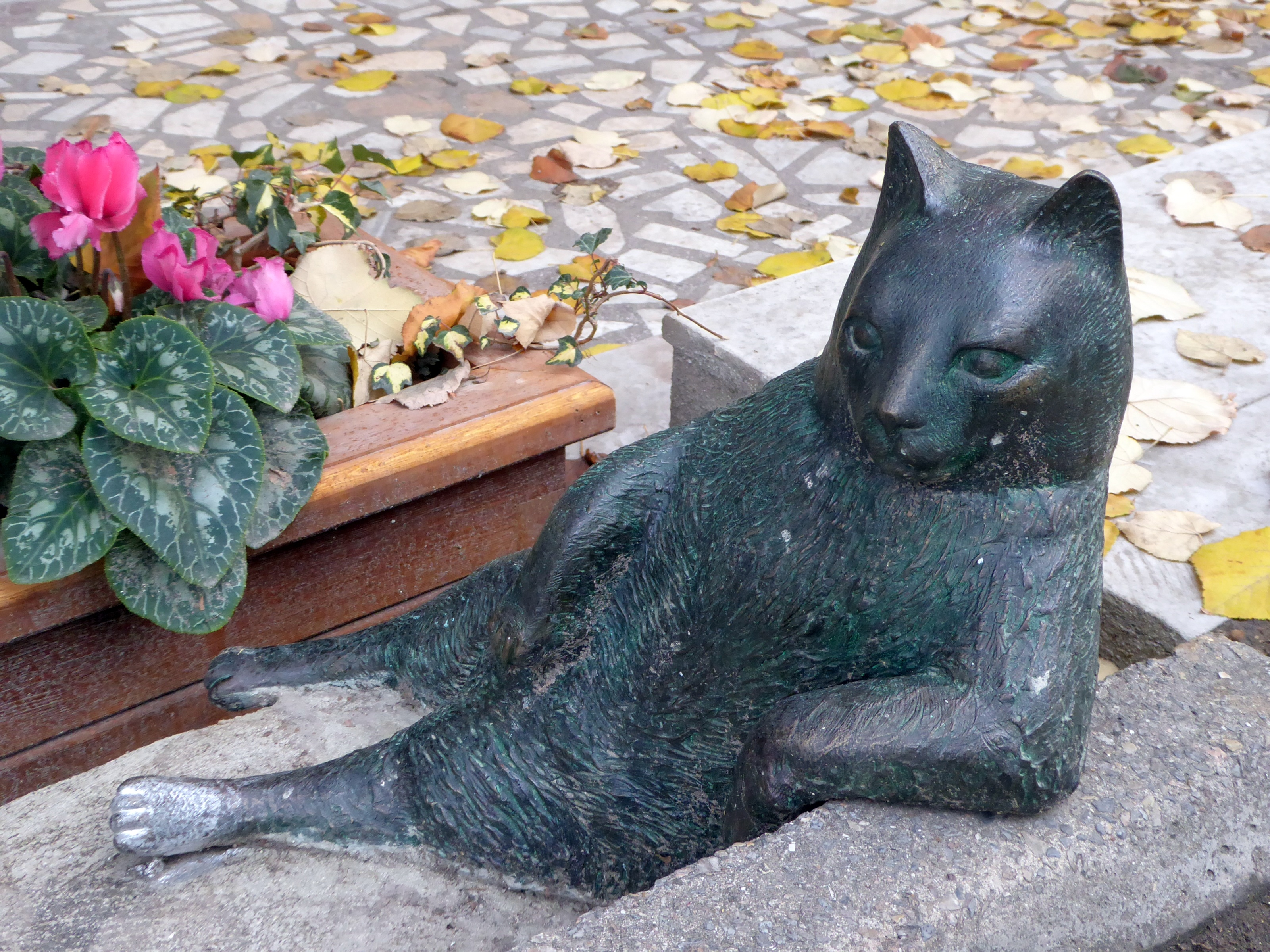
Statue de Tombili, chat turc d'Istamboul.

- Scarlett (en), chatte de Brooklyn dans la ville de New York, connue pour avoir sauvé ses chatons d'un incendie en 1996 au péril de sa vie.
- Simon (vers 1947 – 1949), chat ayant servi à bord de la frégate de la Royal Navy HMS Amethyst. Et décoré à la suite de l’incident du Yang Tsé, de la « Animal Victoria Cross » et de la Médaille Dickin.
- Smoky, chat noir sauvé d'un raid aérien par Miss Ann Twynam of Paddington le 3 février 1943[24], chat qui a appris à saluer avec sa patte[25].
- Socks, le chat de Bill Clinton
- India, chatte de George W. Bush, dont le nom « India » a créé une polémique en Inde.
- Stewie, maine coon, officiellement le chat le plus long mesuré (mort en 2013).
- Stubbs, chat élu maire de la ville Talkeetna, Alaska en 1997. Présenté aux élections par son propriétaire en guise de boutade, il a finalement remporté les suffrages.
- Tama, chatte promue en tant que chef de gare de la station de Kishihi afin de la sauver de la fermeture qui la menaçait. Nitama l'a remplacée à la suite.
- Tibs the Great (en), chat souricier numéro un du quartier général de la Royal Mail à Londres de 1950 à 1964[26].
- Tombili (en), le chat mascotte d'un quartier d'Istanbul, qui arborait une pose très humaine, s'accoudant sur une marche comme un habitué de bar. À la suite de son décès, Tombili a été immortalisé à son endroit favori par une statue du sculpteur local, Seval Şahin, officiellement inaugurée par le maire du quartier, Başar Necipoğlu, le 4 octobre 2016, à l'occasion de la journée mondiale des animaux.
- Trim, le chat de Matthew Flinders ayant fait le tour de l'Australie.
- Willow, chatte tigrée du président américain Joe Biden et de son épouse Jill Biden.
- Xénophon, chat tigré à poils courts le plus primé dans les concours de races de chats.
- Les trois chats de Taylor Swift : Benjamin Button, Olivia Benson (en) et Meredith Grey.

### Internet

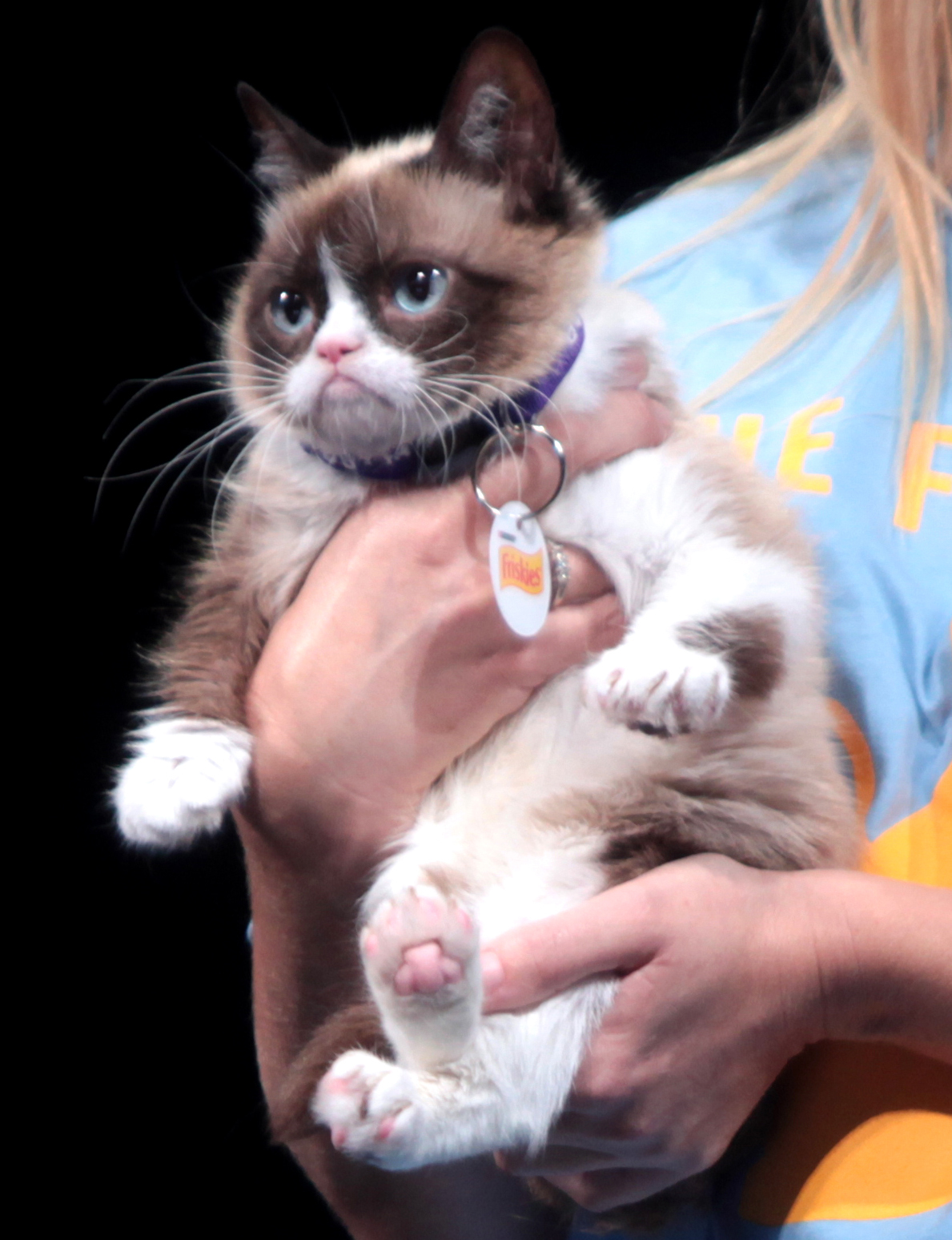
La chatte Grumpy Cat.

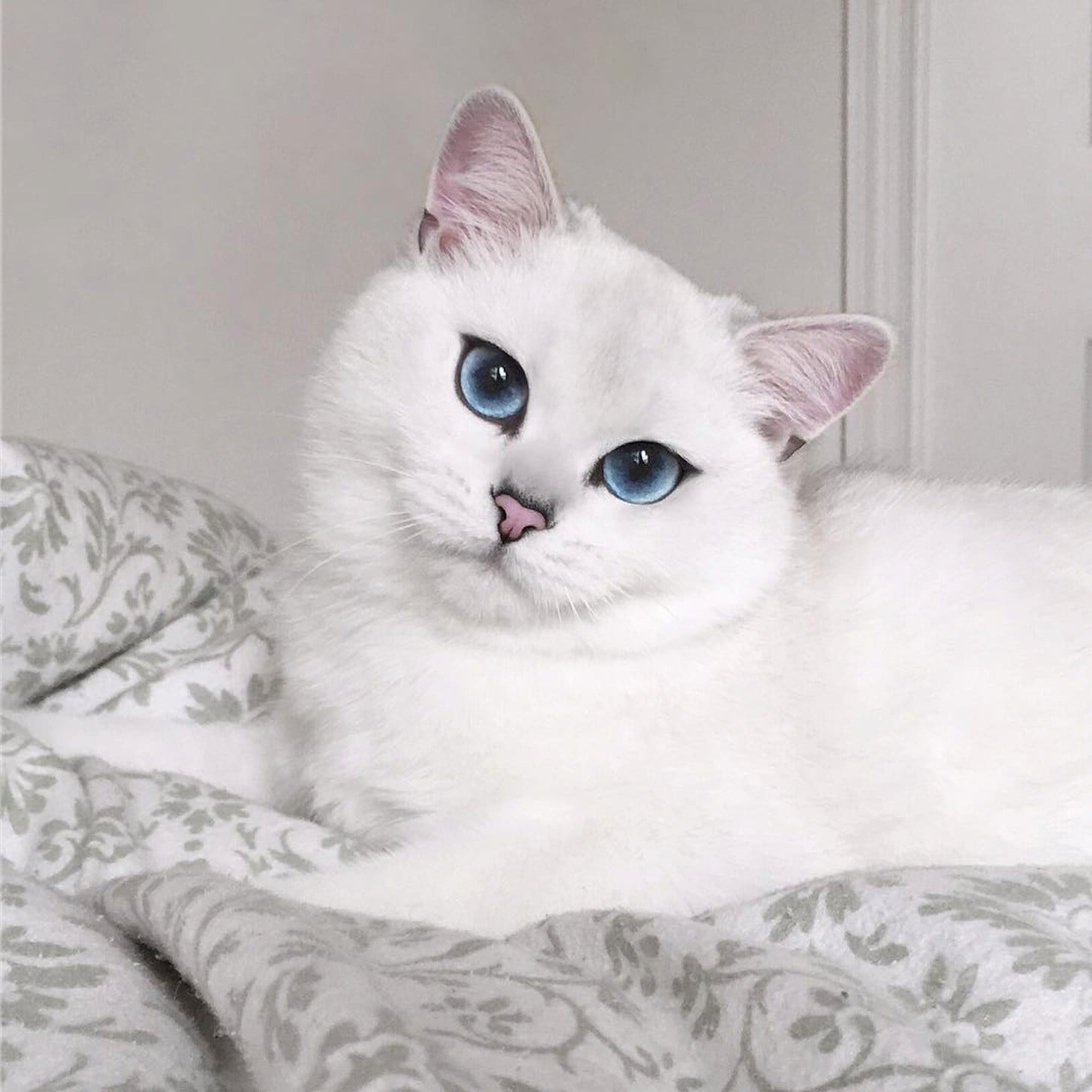
Le chat Coby en 2020.

- Tardar Sauce, alias le Grumpy Cat (le « chat grincheux »), une chatte devenue un phénomène Internet.
- Big Floppa, le chat caracal et Justin le chat gris, mème d'origine russe.
- Coby, chat british shorthair mâle, blanc à reflets argentés, né en 2015. Son charme réside dans ses grands yeux bleus[27],[28].
- Jumbo, le chat de Squeezie.
- Keyboard Cat, chat devenu un phénomène internet après la publication d'une vidéo de lui en train de « jouer » du piano (en réalité, le morceau était joué par Charlie Schmidt, le propriétaire de l'animal, qui avait la main cachée dans le t-shirt que portait le chat).
- Maru, chat devenu un phénomène internet grâce à plusieurs vidéos le montrant principalement en train de jouer avec des boîtes.
- Lil Bub, petite chatte à la langue toujours pendante.
- Henri, le chat noir : chat noir et blanc, « philosophe français » dépressif, qui raconte sa vie et son mal de vivre sur internet.
- Colonel Meow, chat mâle persan gris au poil le plus long selon le livre Guinness des records en 2014, et célébré sur le net.
- Sockington (en), chat gris de Jason Scott (historien et archiviste d'Internet) qui a un compte Twitter très suivi depuis 2007.
- Venus, chatte tricolore torbie à la face partagée verticalement en deux par le milieu : d'un côté tabby roux avec un œil bleu, de l'autre, noir avec un œil vert[29]
- Nora (en), chatte devenue célèbre après qu'une vidéo la montrant en train de jouer du piano avec ses pattes et sa tête a été publiée sur youtube. Elle a inspiré le compositeur lituanien Midaugas Pecaitis pour le morceau CATcerto avec comme soliste une vidéo de Nora.
- Spartacus, héros de la mini-série Spartacus : ma vie de chat sur Internet, sous la forme de plusieurs épisodes courts à thèmes[30].
- Sergi, le chat de Norman Thavaud, qui joue parfois un rôle secondaire dans les vidéos de ce dernier. Il est mort en janvier 2017[31].
- Stepan, chat tigré natif de Kharkiv, devenu chat le plus populaire en Ukraine depuis 2020.
- Curious Zelda, une chatte avec une expression de surprise
- PepitoTheCat, chat noir français possédant un compte Twitter très suivi. Lorsqu'il emprunte sa chatière, un tweet est envoyé automatiquement accompagné d'une photo et d'un message (« Pépito est sorti. » ou « Pépito est rentré. »)[32].